# Rivière Valin (rivière Saguenay)
Pour les articles homonymes, voir Valin.
La rivière Valin est un cours d'eau québécois, affluent de la rivière Saguenay, coulant successivement dans le territoire non organisé des monts Valin, dans Saint-David-de-Falardeau et Saint-Fulgence, dans la municipalité régionale de comté (MRC) Le Fjord-du-Saguenay, dans la région administrative du Saguenay-Lac-Saint-Jean, de la Province de Québec, au Canada.
La route Villeneuve, le chemin du Volair, la route Lavoie et le chemin de la Chute à François desservent la partie ouest de la rivière Valin ; le chemin du rang Saint-Joseph et le chemin du rang Sainte-Anne desservent la partie est. Finalement, le chemin de la rivière Valin dessert la partie nord de la rivière,..
La surface de la rivière Valin est habituellement gelée de la fin novembre au début avril, toutefois la circulation sécuritaire sur la glace se fait généralement de la mi-décembre à la fin mars.

## Géographie
Les principaux bassins versants voisins de la rivière Valin sont :
- côté nord : rivière Shipshaw, rivière Étienne (rivière Shipshaw), Bras du Nord (rivière Valin), Bras de l'Enfer (rivière Valin), Bras Fournier, rivière Saint-Louis (rivière Valin), lac La Mothe ;
- côté est : rivière aux Outardes (rivière Saguenay), rivière Sainte-Marguerite, rivière Saguenay ;
- côté sud : rivière Saguenay ;
- côté ouest : rivière Caribou (rivière Saguenay), rivière Shipshaw[5].

À partir de sa source, soit la confluence du Bras Fournier (venant du nord) et un ruisseau (venant de l'Est), le cours de la rivière Valin descend sur 53,0 km selon les segments suivants :
Cours supérieur de la rivière Valin (segment de 24,7 km)
- 2,9 km d'abord vers le sud-est, en recueillant le ruisseau Canada (venant de l'Est), puis vers le sud en formant un crochet vers l'est, jusqu'à la confluence du Bras de l'Enfer (rivière Valin) (venant du nord-ouest) ;
- 5,5 km vers le sud-ouest en serpentant jusqu'à la décharge (venant du nord-ouest) du lac Fournier ;
- 2,6 km vers le nord-ouest, jusqu'à un coude de rivière, correspondant à un ruisseau (venant du sud-est) ;
- 9,0 km (ou 6,5 km vers le nord-ouest en recueillant le ruisseau Gauthier (venant du nord) et en serpentant en zones de marais, jusqu'à la confluence du Bras des Canots (venant du nord) ;
- 4,7 km vers l'ouest en recueillant le ruisseau Hector (venant du nord) et en formant une grande courbe vers le nord en fin de segment, jusqu'à la confluence de la rivière Saint-Louis ;

Cours inférieur de la rivière Valin (segment de 28,3 km)
- 5,0 km vers le sud-ouest, puis l'ouest en recueillant la décharge (venant du nord) du lac des Îles, jusqu’à un coude de rivière ;
- 4,5 km vers le sud en formant une courbe vers l'ouest et une boucle vers le nord en fin de segment, jusqu’à la confluence du Le Petit Bras (rivière Valin) (venant de l'Est) ;
- 3,0 km vers le sud-ouest en formant deux grands serpentins, jusqu’à la Chute à Banc d'Œuvre, correspondant à la confluence du Bras du Nord (venant du nord-ouest) ;
- 7,4 km vers le sud-est formant une boucle vers l'est en fin de segment, jusqu'aux Chutes chez Épiphane-Desmeules ;
- 4,8 km vers le sud, en formant une boucle vers l'est en fin de segment ;
- 3,6 km vers le sud dans une vallée encaissée en coupant la route 172 en fin de segment, jusqu'à l'embouchure de la rivière[5].

L'embouchure de la rivière Valin se déverse sur la rive nord de la rivière Saguenay dans la municipalité de Saint-Fulgence. Cette confluence de la rivière Valin est située à :
- 17,3 km au nord-est de l’embouchure de la rivière Shipshaw ;
- 49,7 km à l'est du centre-ville de Alma ;
- 101,7 km à l'ouest de l’embouchure de la rivière Saguenay[5].

À partir du barrage à l’embouchure de la rivière Valin, le courant suit le cours de la rivière Saguenay jusqu'à la hauteur de Tadoussac où il conflue avec le fleuve Saint-Laurent.

## Toponymie
Le toponyme rivière Valin a été officialisé le 5 décembre 1968 à la Banque des noms de lieux de la Commission de toponymie du Québec.